# Гагино (Липецкая область)
Га́гино — село Топовского сельсовета Лев-Толстовского района Липецкой области.

## Географическое положение
Село расположено на берегу реки Ягодная Ряса в 3 км от центра поселения села Топки и в 22 км на северо-восток от райцентра посёлка Лев Толстой.

## История
В документе 1785 г. приводится справка Рязанской духовной консистории, в соответствие с которой с. Спасское, Гагино тож впервые упоминается в окладных книгах Данковского уезда 1676 г. Церкви Спаса Нерукотворного Образа в этом селе принадлежало тогда «десять четвертей в поле, а в дву потомуж. Сенных покосов на десять копен. Приходских пятнатцеть дворов». Согласно другим источникам, с. Спасское было населено князем Велико-Гагиным в конце XVII столетия своими крепостными из села Гагина Владимирской губернии на землях по р. Ягодная Ряса, полученных им в 1679 г. А деревянная Спасская церковь «освящена в январе 1708 года, а данью обложена в 26 день ноября того же года». В это время при церкви «двор попа Деомида, церковной земли помещиковой дачи десять четвертей в поле, а в дву потомуж. сенных покосов десеть копен. В приходе к той церкви: двор помещицы, княгини Авдотьи Феодоровой дочери Ивановской, двор Великогагина — в нём живёт прикащик, деветь дворов крестьянских, шесть дворов бобыльских».
По данным на 1759 г., в селе Спасское, Гагино тож насчитывалось 70 дворов, в них проживали 265 мужчин и 270 женщин. По клировой ведомости за 1783 г. «во оном селе приходских сто восемь дворов. Причту один комплект».
В январе 1785 г. помещик с. Гагино полковник Пётр Иванович Измайлов подал прошение епископу Рязанскому и Шацкому Симону (Лагову) о разрешении постройки им на свои средства в селе каменной церкви в прежнее храмонаименование в 5 саж. от прежнего погоста. 25 февраля 1785 г. дана благословенная грамота «вместо деревянной вновь каменную церковь во имя Спаса Неруктворённаго образа с приделом святаго великомученика Иоанна Воина, отступя от прежняго погоста на пять сажен построить. И построение учинить хорошим рисунком… А придельную церковь устроить тёплую; по построении их убрать оные иконостасами и святыми иконами». Однако в том же 1785 г. священник Иоанн Никитин скончался, а помещик Измайлов, начавший постройку храма, отказался строить в нём придел, и в 1787 г. новый священник Николай Ефимов сообщил об этом в Рязанскую духовную консисторию. И поскольку в храме должно быть отопление или тёплый придел, Консистория постановила принудить к строительству тёплого придела прихожан Спасской церкви.
Каменная Спасская церковь без колокольни окончена постройкой и освящена в 1791 г. Старый деревянный храм по указу Консистории от 23 марта 1794 г. был отдан в с. Кочуры Данковского уезда. В 1813 г. тёсовая кровля каменного Спасского храма потребовала ремонта, и по просьбе прихожан Консистория отправила указ о дозволении провести работы, но до 1818 г. не только не был проведён ремонт, но даже и не заготовлен материал. В итоге, как докладывал в Консисторию благочинный, кровля вместе с решетником обвалилась на алтаре и трапезной и через своды образовалась течь, а в сводах трапезной появились трещины.
В 1907 г. при Спасском храме построена каменная колокольня, а в 1910 г. вокруг церкви сооружена новая каменная ограда. Церковно-приходская школа, действовала с 3 декабря 1884 г., находилась в деревянном здании на каменном фундаменте, снаружи обложенном кирпичом.
4 мая 1922 г. из Спасского храма с. Гагино были изъяты 13 культовых предметов из серебра весом 7 фунтов 80 золотников: дарохранительница, крест, три тарелочки, дискос, звездница, лжица, потир, три ризы с икон, венчик с иконы. Храм закрыт в 1930-х гг. Впоследствии здание лишилось главки, была разрушена колокольня… В настоящее время трудами местных жителей сохранившаяся часть храма отремонтирована снаружи и внутри и в ней периодически совершаются богослужения.
В XIX — начале XX века село входило в состав Гагинской волости Раненбургского уезда Рязанской губернии. В 1906 году в селе было 78 дворов.
С 1928 года село являлось центром Гагинского сельсовета Троекуровского района Козловского округа Центрально-Чернозёмной области, с 1954 года — в составе Липецкой области, с 1965 года — в составе Топовского сельсовета Лев-Толстовского района.

## Население
| 1859 | 1906 | 2000 | 2010 |
| ---- | ---- | ---- | ---- |
| 311  | ↗504 | ↘161 | ↘131 |

## Достопримечательности
В селе расположена недействующая Спасская церковь (1791).